# 1 złoty wzór 2017
1 złoty wzór 2017 – moneta jednozłotowa, wprowadzona do obiegu 20 lutego 2017 r. Zastąpiła złotówkę wzór 1990 różniącą się jedynie wzorem awersu.
Moneta jest bita począwszy od 2017 r.

## Awers
W części centralnej umieszczony jest wizerunek orła ustalony dla godła Rzeczypospolitej Polskiej, pod łapą orła z lewej strony znak mennicy – litery MW, poniżej orła, półkolem od lewej strony ku prawej, napis: „RZECZPOSPOLITA POLSKA”, w otoku stylizowane pierścienie, w górnej części przecinające się, u dołu rozdzielone oznaczeniem roku emisji.

## Rewers
Na tej stronie znajduje się cyfra nominału 1, pod nią napis: „ZŁOTY”, całość otoczona ozdobnym wieńcem.

## Nakład
Moneta w latach 2017–2019 była bita w miedzioniklu MN25, od 2019 r. – w stali pokrytej miedzią i niklem, na krążku o średnicy 23 mm, masie 5 gramów, z rantem na przemian ząbkowanym i gładkim, według projektów:
- Sebastiana Mikołajczaka (awers)[4] oraz
- Ewy Tyc-Karpińskiej (rewers),

w Mennicy Polskiej S.A.
Do roku 2023 nakłady monety w poszczególnych latach przedstawiały się następująco:
| Lp. | Rocznik | Nakład (sztuk) | Metal                         | Uwagi |
| --- | ------- | -------------- | ----------------------------- | --- |
| 1   | 2017    | 41 175 000     | miedzionikiel                 | |
| 2   | 2018    | 42 000 000     | miedzionikiel                 | istnieje również kolekcjonerska wersja tego rocznika wybita w złocie (średnica: 50 mm, masa: 62,2 grama) |
| 3   | 2019    | 60 750 000     | miedzionikiel                 | istnieją również kolekcjonerskie wersje tego rocznika wybite w złocie oraz w srebrze                     |
| 3   | 2019    | 1 000 000      | stal pokryta miedzią i niklem | istnieją również kolekcjonerskie wersje tego rocznika wybite w złocie oraz w srebrze                     |
| 4   | 2020    | 42 000 000     | stal pokryta miedzią i niklem | |
| 5   | 2021    | 32 325 000     | stal pokryta miedzią i niklem | |
| 6   | 2022    | 44 250 000     | stal pokryta miedzią i niklem | |
| 7   | 2023    | 23 625 000     | stal pokryta miedzią i niklem | |
| 8   | 2024    | 40 050 000     | stal pokryta miedzią i niklem | |

## Opis
7 listopada 2018 r. została wprowadzona do sprzedaży (obiegu) kolekcjonerska złotówka 2018 o identycznych rysunkach awersu i rewersu, wybita stemplem lustrzanym w złocie próby 999,9, na krążku o średnicy 50 mm, masie 62,2 grama, w nakładzie 1000 sztuk, upamiętniająca 100. rocznicę odzyskania przez Polskę niepodległości.
27 lutego 2019 r. zostały wprowadzone do sprzedaży (obiegu) wersje rocznika 2019 wybite w srebrze (5000 sztuk) i złocie (1000 sztuk) będące częścią zestawów kolekcjonerskich upamiętniających stulecie wprowadzenia złotego.